# Rötliche Röhrennasenfledermaus
Die Rötliche Röhrennasenfledermaus (Murina leucogaster) ist ein Säugetier in der Familie der Glattnasen (Vespertilionidae), das in Asien vorkommt. Das Taxon rubex wird entweder als Unterart oder als Synonym geführt. Möglicherweise ist eine zukünftige Aufteilung des Bestandes in mehrere Arten notwendig.

## Merkmale
Diese Fledermaus ist der größte Gattungsvertreter im Verbreitungsgebiet. Sie erreicht durchschnittlich eine Unterarmlänge von 42 mm, eine Schwanzlänge von 40 mm und ein Gewicht von 9 g. Die Ohren sind mit einer Länge von etwa 14 mm eher kurz und schmal. Die Haare der Oberseite sind nahe der Wurzel dunkel und an den Spitzen rotbraun. Die Unterseite ist dagegen mit gelbweißen Haaren bedeckt, die im seitlichen Bereich eine dunkle Basis besitzen können. Wie bei allen Gattungsmitgliedern sind die Nasenlöcher röhrenförmig. Ein Nasenblatt fehlt. Die Eckzähne stehen nur etwas höher als die vorderen Vormahlzähne und der erste Vormahlzahn ist deutlich kleiner als die nachfolgenden.

## Verbreitung und Lebensweise
Laut IUCN sind nur Funde aus dem Osten Chinas, dem indischen Bundesstaat Westbengalen sowie aus Vietnam eindeutig als Rötliche Röhrennasenfledermaus identifiziert. Andere Funde aus Nepal, Bhutan, Thailand, Mongolei, Südkorea, Japan und Russland stellen vermutlich andere Gattungsmitglieder dar. Die Rötliche Röhrennasenfledermaus kommt zwischen 700 und 2133 Meter Höhe vor und hält sich in Wäldern sowie in offenen Landschaften auf.
Als Ruheplätze dienen Höhlen, Baumhöhlen und Gebäude. Die Tiere halten in der kalten Jahreszeit Winterschlaf, wobei eine größere Gruppe dicht gedrängt ruht.

## Status
Aufgrund der nicht vollständig geklärten taxonomischen Situation können die Auswirkungen von Landschaftsveränderungen auf den Bestand nicht abgeschätzt werden. Im Verbreitungsgebiet gibt es mehrere Naturschutzgebiete. Da die Rötliche Röhrennasenfledermaus gebietsweise sehr häufig auftritt, wird sie von der IUCN als nicht gefährdet (Least Concern) gelistet.

## Belege
1. ↑  Murina (Murina) leucogaster. In: Don E. Wilson, DeeAnn M. Reeder (Hrsg.): Mammal Species of the World. A taxonomic and geographic Reference. 2 Bände. 3. Auflage. Johns Hopkins University Press, Baltimore MD 2005, ISBN 0-8018-8221-4.
2. 1 2 3 4 5  Murina leucogaster in der Roten Liste gefährdeter Arten der IUCN 2017-3. Eingestellt von: Stubbe, M. et al., 2016. Abgerufen am 17. Januar 2018.
3. ↑  Francis & Barrett: A Field Guide to the Mammals of South-East Asia. New Holland Publishers, 2008, ISBN 978-1-84537-735-9, S. 252 (Murina leucogaster).
4. 1 2  Greater Tube-nosed Bat. In: Bats of China. University of Bristol, abgerufen am 17. Januar 2018 (englisch).